# Costria abnoba
Costria abnoba är en fjärilsart som beskrevs av William Schaus 1901. Costria abnoba ingår i släktet Costria och familjen träfjärilar. Inga underarter finns listade i Catalogue of Life.